# Friedrich von Groszheim
Friedrich Paul von Groszheim, a menudo también escrito como  von Großheim, (Lübeck, 27 de abril de 1906 - Hamburgo, 6 de enero de  2006) fue un comerciante alemán. Fue una de las últimas víctimas homosexuales de los campos de concentración en el siglo XXI, junto con  Rudolf Brazda, habiendo sido perseguido tanto por sus opiniones políticas como por ser homosexual.

## Vida
Friedrich von Groszheim procedía de una familia de la alta burguesía de  Lübeck. Su padre falleció en  1917, durante la I Guerra Mundial, y poco después también murió la madre, de forma que él y su hermana fueron criados por dos tías. 
Von Groszheim se formó como comerciante y en la década de 1920 ya estaba activo en el ambiente gay de su ciudad natal. 
Fue detenido en 1937 por el artículo 175 del código penal alemán que hacía ilegal al homosexualidad y acabó en la cárcel por diez meses. Volvió a ser detenido en 1938, sufriendo vejaciones y torturas. Tuvo que consentir a su castración para evitar ser deportado al campo de concentración de Sachsenhausen. En consecuencia fue declarado incapaz para el servicio militar en 1940 y no tuvo que partir al frente.
En 1943 fue retenido de nuevo, esta vez en un campo satélite del campo de concentración de Neuengamme, por monárquico y partidario del emperador Guillermo II.
Tras la guerra y el hundimiento del Tercer Reich se trasladó a Hamburgo, donde permaneció hasta su jubilación, trabajando en un hotel.
Von Groszheim participó en diversos documentales, manifestándose por primera vez sobre su homosexualidad y las duras condiciones que soportó durante sus detenciones cuarenta y cinco años después del final de la Guerra. Su encarcelamiento y detención en Neuengamme no fueron reconocidas en la República Federal Alemana antes de la caída del Muro de Berlín. 
Con su muerte en 2006 se creyó que fallecía el último de los homosexuales que habían sobrevivido  los campos de concentración alemanes, hasta que se descubrió a Rudolf Brazda, que falleció siete años más tarde.

## Participación en documentales
- Wir hatten ein großes A am Bein, 1991, Alemania.
- Paragraph 175, de Rob Epstein y Jeffrey Friedman, 2000, EE. UU.
- The hidden Führer, 2004, Reino Unido.